# عاكف باشا
عاكف باشا بوزوقلي (ولد في يوزغات 1787م– وتوفى في الإسكندرية عام 1845م)، وهو رجل دولة، وشاعر، وأديب عثماني. وأول وزير خارجية للدولة العثمانية.

## حياته
وهو ابن محمد أفندي قاضي. عمل معلماً في يوزغات. وأصبح كاتب ديوان «جابان زاده سليمان بك» وهو من أعيان يوزغات. قدم إلى إستانبول عام 1814م، والتحق بمساعدة عمه مصطفى مظهر أفندي رئيس الكتاب بقلم الديوان الهمايوني، وبعد مدة وجيزة انتقل إلى (غرفهء آمدى) عام 1825م، وفي عام 1827م صار (بيلكجي). وفي عام 1832م انتقل لرئاسة الكتاب. وعلى إثر عودة «رئاسة الكتاب» إلى وزارة الخارجية نتيجة الإصلاحات التي أجريت على مؤسسة الدولة، أصبح عاكف باشا أول وزير للخارجية بلقب أفندي برتبة وزير في 11 مارس عام 1836م.

## وفاته
توفي في الإسكندرية. وقبره بالقرب من مقبرة «النبى دانيال» في هذه المدينة.